# Amniocyt
Amniocyt – komórka płodu, obecna w płynie owodniowym. Amniocyty są pochodzenia nabłonkowego i dostają się do płynu owodniowego w wyniku złuszczania się niektórych tkanek płodu, m.in. skóry, początkowego i końcowego odcinka układu pokarmowego, układu oddechowego i moczowego. Komórki te obecne są w wodach płodowych od końca 1 trymestru ciąży. Amniocyty służą jako materiał do badań w cytogenetycznych testach prenatalnych. Po amniocentezie możliwa jest np. izolacja DNA, test FISH na niehodowanych komórkach czy też kilkunastodniowa hodowla in vitro tych komórek, a następnie np. ustalenie kariotypu płodu. Pozwala to w niektórych przypadkach uzyskać odpowiedź na temat ewentualnych wad genetycznych płodu, np. aneuploidii, bądź ewentualnie odziedziczonych nieprawidłowościach czy chorobach genetycznych, w przypadkach, gdy jedno lub oboje rodzice są nosicielami mutacji punktowej czy aberracji.

Przeczytaj ostrzeżenie dotyczące informacji medycznych i pokrewnych zamieszczonych w Wikipedii.